# Tropomiozinska receptorska kinaza A
Receptor nervnog faktora rasta visokog afiniteta (engl. High affinity nerve growth factor receptor; neurotrofni tirozinski kinazni receptor tipa 1, TRK1-transformišući tirozinski kinazni protein, Trk-A) protein je koji je kod ljudi kodiran NTRK1 genom.
Ovaj gen kodira člana familije neurotrofnih tirozinskih kinaznih receptora (NTKR). Ova kinaza je za membranu vezani receptor koji, nakon neurotrofinskog vezivanje, fosforiliše sebe (autofosforilacija) i članove MAPK puta. Prisustvo ove kinaze dovodi do ćelijske diferencijacije i može da ima ulogu u specificiranju senzornih neuronskih podtipova. Mutacije ovog gena su vezane za kongenitalnu insenzitivnost na bol sa anhidrozom, samo povređivanje, mentalnu retardaciju i kancer. Alternativne transkriptne splajsne varijante ovog gena su poznate, ali su samo tri do sada okarakterisane.

## Interakcije
TrkA formira interakcije sa:
- Abl gene,[6][7]
- FRS2,[8]
- Grb2,[9][10]
- MATK,[11]
- NGFB,[12][13][14]
- PLCG1,[6][8][15][16]
- RICS,[17]
- SQSTM1,[18][19][20][21]
- SH2B1,[6][16]
- SH2B2,[16] and
- SHC1.[6][8][16][17][22]

Mali molekuli kao što su amitriptilin i derivat gamboginske kiseline aktiviraju TrkA. Amitriptilin aktivira TrkA i omogućava heterodimerizaciju TrkA i TrkB u odsustvu NGF. Do vezivanja amitriptilina za TrkA dolazi u leucinom bogatom regionu (LRR) ekstracelularnog domena receptora, koji je udaljen od NGF mesta vezivanje. Amitriptilin poseduje neurotrono dejstvo in-vitro i in-vivo (mišji model). Gamboginski amid, derivat gamboginske kiseline, selektivno aktivira TrkA (a ne aktivira TrkB i TrkC) in-vitro i in-vivo putem interakcije sa citoplazmatičnim domenom u blizini membrane.

## Literatura
- Indo Y (2002). „Genetics of congenital insensitivity to pain with anhidrosis (CIPA) or hereditary sensory and autonomic neuropathy type IV. Clinical, biological and molecular aspects of mutations in TRKA(NTRK1) gene encoding the receptor tyrosine kinase for nerve growth factor.”. Clin. Auton. Res. 12 (Suppl 1): I20—32. PMID 12102460. doi:10.1007/s102860200016.
- Micera A, Lambiase A, Stampachiacchiere B, Bonini S, Bonini S, Levi-Schaffer F (2007). „Nerve growth factor and tissue repair remodeling: trkA(NGFR) and p75(NTR), two receptors one fate.”. Cytokine Growth Factor Rev. 18 (3–4): 245—56. PMID 17531524. doi:10.1016/j.cytogfr.2007.04.004.

## Spoljašnje veze
- GeneReviews/NCBI/NIH/UW entry on Hereditary Sensory and Autonomic Neuropathy IV